# Gallery Fifty One
Gallery Fifty One is een Antwerpse galerie in de Zirkstraat die zich specialiseert in fotografie van de 20e en 21e eeuw. De galerie vertegenwoordigt onder meer Masao Yamamoto, Saul Leiter, Harry Gruyaert, Bruno V. Roels en Vivian Maier.

## Geschiedenis
Gallery Fifty One werd in 2000 opgericht door Roger Szmulewicz. Door archieven van fotografen te doorzoeken en onbekend werk te selecteren voor tentoonstellingen, brengt de galerie fotografen binnen in de kunstwereld.
In 2004 begon de galerie met het uitgeven van 51 Editions. Deze werken van opkomende en gevestigde fotografen zijn gelimiteerd op 51 exemplaren, een knipoog naar de naam van de galerie. De reeks bevat werk van onder andere Saul Leiter, William Klein, Frank Horvat en Daido Moriyama
Ter ere van de tiende verjaardag van de galerie opende in juni 2010 de tentoonstelling Fifty One celebrates 10 years with Serge Gainsbourg, een overzicht portretten van de Franse artiest Serge Gainsbourg. Er was werk te zien van topfotografen als William Klein, Helmut Newton, Jean-Loup Sieff en Patrick de Spiegelaere.
In 2009 opende Gallery Fifty One, door de groeiende vraag van Amerikaanse klanten, een bureau in New York.
Sinds 2011 focust de galerie naast fotografie ook op werken op papier. Door tentoonstellingen te organiseren waarin de werken op papier in dialoog treden met fotografie wordt de artistieke blik van fotografie benadrukt. FIFTY ONE vertegenwoordigt in de categorie 'works on paper' kunstenaars als Arpaïs Du Bois, Dirk Zoete en Annie Kevans.
In 2014 opende een tweede expositieruimte, Fifty One Too, in de Hofstraat.

## Tentoonstellingen (selectie)

### Fifty One
- Scotch Gambit, Panamarenko, 2000.
- Dream America, Katy Grannan, 2001.
- Peep, Alvin Booth, 2003.
- FIFTY ONE Celebrates five years, in samenwerking met Analix Forever Gallery Genève, 2005.
- Early Color, Saul Leiter, 2006.
- Kawa, Masao Yamamoto, 2009.
- INDEX 1.0, onder andere Roger Ballen, Axel Hütte en Malerie Marder, 2010.
- Fifty One celebrates 10 years with Gainsbourg, onder andere William Klein en Helmut Newton, 2010.
- Sleeping Beauties, Friederike von Rauch, 2012.
- Eye Witness, Steve McCurry, 2013.
- PAR LES BRETELLES, Arpaïs Du Bois, 2014.
- A Palm Tree is A Palm Tree is A Palm Tree Bruno V. Roels, 2016.
- It's not about cars, Harry Gruyaert, 2017.
- Quietly humming thoughts, Dirk Zoete, 2018.

### Fifty One Too
- Unsettled Areas, Eric Manigaud, 2016.
- Life in Color, Jacques Henri Lartigue, 2016.
- The new cars, Lee Friedlander, 2017.
- Copyright Fieret, Gerard Fieret, 2018.

## Publicaties (selectie)
Gallery Fifty One publiceert onder de naam Fifty One Publications. Veelal verschijnen deze uitgaven naar aanleiding van een tentoonstelling.
- Yamamoto Masao, ARPAÏS du bois: Where We Met, met Lannoo, 2011. ISBN 9789020957884
- Bruno V. Roels: I Dreamt An Island, 2015. ISBN 9789081772532
- Malick Sidibé: It’s Too Funky In Here, 2016. ISBN 9789081772549
- Harry Gruyaert: It's not about cars, 2017. ISBN 9789081772556
- Arpaïs Du Bois: Si Non Là, 2018. ISBN 9789081772570